# Brownwood (Teksas)
Brownwood je grad u američkoj saveznoj državi Teksas. Prema popisu stanovništva iz 2010. u njemu je živjelo 19.288 stanovnika.